# Новосаїтово
Новосаї́тово (рос. Новосаитово, башк. Яңы Сәйет) — присілок у складі Ішимбайського району Башкортостану, Росія. Входить до складу Кулгунінської сільської ради.
Населення — 111 осіб (2010; 137 в 2002).
Національний склад:
- башкири — 100%